# 1540 az irodalomban
Az 1540. év az irodalomban.

## Új művek
- Amadis de Gaula, a több könyvből álló lovagregény francia változatának első könyve, Nicolas de Herberay des Essarts francia tiszt munkája.

## Születések

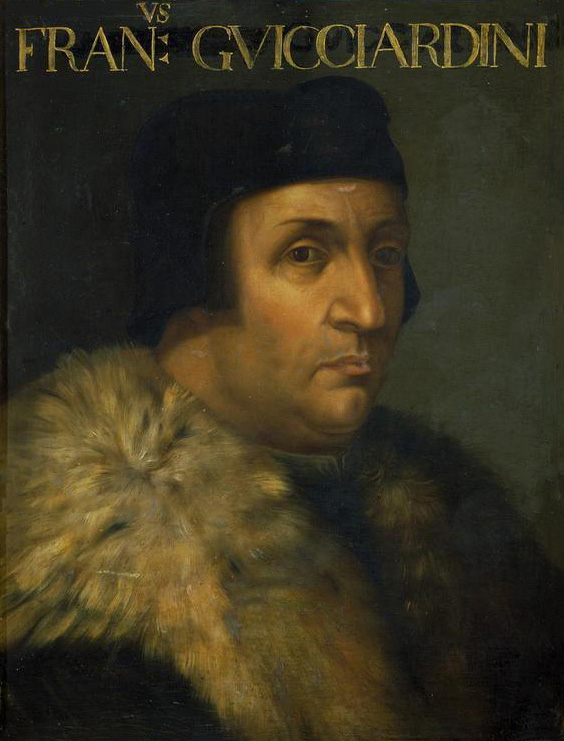
Francesco Guicciardini

- 1540 – Valkai András erdélyi krónikaíró; tőle származik Bánk bán történetének első magyar nyelvű irodalmi feldolgozása († 1587)
- 1540. körül – Brantôme, Pierre de Bourdeille francia író, főként emlékiratairól nevezetes († 1614)
- 1540. körül – William Painter angol író, számos klasszikus és olasz szerző munkáját ültette át (dolgozta át) angolra († 1594)

## Halálozások
- május 23. – Francesco Guicciardini olasz történetíró (* 1483)
- augusztus 22. – Guillaume Budé (Budaeus) francia humanista, klasszika-filológus, a mai Collège de France elődjének "atyja"  (* 1467 vagy 1468)